# 소닝케족

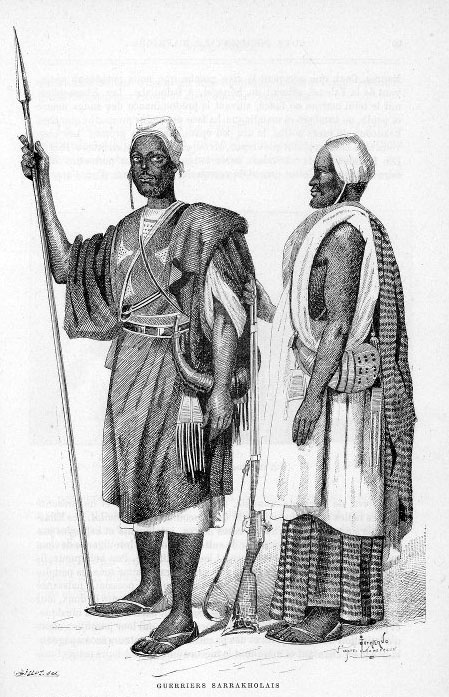
소닝케족 전사들 (19세기 말).

소닝케족(Soninke)은 서아프리카의 만데계 민족으로, 말리, 모리타니 남부, 세네갈 동부, 감비아, 기니(특히 푸타 잘롱 지역)에 걸쳐 분포한다. 이들은 만데어의 일종인 소닝케어를 모어로 사용한다. Jakhanke, Maraka, Wangara와 같은 소닝케족 유래의 하위집단도 존재한다. 소닝케족은 고대 가나 제국의 형성을 주도하였는데 가나 제국의 멸망 이후 서아프리카의 넓은 지역에 걸쳐 퍼진 장거리 무역 공동체가 왕가라(Wangara)이다.
소닝케족은 주로 이슬람교를 믿는데 이들은 10세기경 서아프리카에서 이슬람으로 개종한 초창기 집단 중 하나였다. 오늘날 소닝케족의 인구는 200만 명이 넘는 것으로 추산된다. 이들의 문화적 관습은 다른 만데계 민족들이나 모리타니의 이므라겐족(Imraguen)과 유사한데, 여기에는 이슬람식 전통 혼례, 할례, 사회 계층 등이 포함된다.